# Gobidiplosis kandybinae
Gobidiplosis kandybinae är en tvåvingeart som beskrevs av Boris Mamaev 1972. Gobidiplosis kandybinae ingår i släktet Gobidiplosis och familjen gallmyggor. Inga underarter finns listade i Catalogue of Life.